# Jever
Jever (pronunciado /ˈjeːfɐ/) es una ciudad pequeña del distrito de Frisia en la Baja Sajonia, Alemania. La ciudad tiene cerca de 14 000 habitantes y su nombre recuerda a muchos la marca de cerveza homónima Jever, muy conocida en Alemania.

## Historia
El palacio de Jever es la principal atracción turística de la ciudad. El palacio tiene su origen en una fortaleza del siglo XIV. Perteneció al Ducado de Oldemburgo desde 1585 hasta 1647, cuando pasa al Principado de Anhalt-Zerbst hasta 1797, siendo entregada al Imperio ruso. En 1807 fue ocupada por Francia que la anexó al Reino de Holanda. Pasó de nuevo a Rusia en 1814, que la cede al Gran Ducado de Oldemburgo en 1818.

## Hermanamientos
- Cullera (España)